# Eulasia analis
Eulasia analis is een keversoort uit de familie Glaphyridae. De wetenschappelijke naam van de soort is voor het eerst geldig gepubliceerd in 1876 door Solsky.